# Монтиньи-ле-Мон
Монтиньи́-ле-Мон (фр. Montigny-les-Monts) — коммуна во Франции, находится в регионе Шампань — Арденны. Департамент — Об. Входит в состав кантона Эрви-ле-Шатель. Округ коммуны — Труа.
Код INSEE коммуны — 10251.
Коммуна расположена приблизительно в 145 км к юго-востоку от Парижа, в 100 км южнее Шалон-ан-Шампани, в 24 км к юго-западу от Труа.

## Население
Население коммуны на 2008 год составляло 263 человека.
| 1962 | 1968 | 1975 | 1982 | 1990 | 1999 | 2008 |
| ---- | ---- | ---- | ---- | ---- | ---- | ---- |
| 235  | 213  | 184  | 197  | 214  | 193  | 263  |

## Экономика

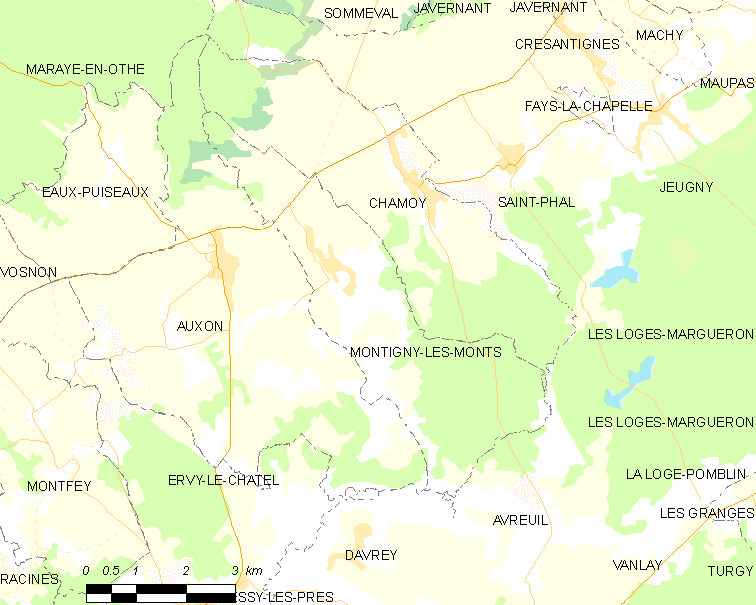
Карта коммуны

В 2007 году среди 156 человек в трудоспособном возрасте (15—64 лет) 122 были экономически активными, 34 — неактивными (показатель активности — 78,2 %, в 1999 году было 78,3 %). Из 122 активных работали 113 человек (62 мужчины и 51 женщина), безработных было 9 (5 мужчин и 4 женщины). Среди 34 неактивных 5 человек были учениками или студентами, 17 — пенсионерами, 12 были неактивными по другим причинам.